# Was will Niyazi in der Naunynstraße?
Was will Niyazi in der Naunynstraße? (türkisch Niyazi’nin Naunyn Sokağında İşi Ne?) ist ein Poem von Aras Ören aus dem Jahr 1973. Es bildet den ersten Teil seiner Berlin-Trilogie, zu der auch Der kurze Traum aus Kagithane (1974) und Die Fremde ist auch ein Haus (1980) gehören. Im Jahr 2019, zu Örens 80. Geburtstag, wurden die drei Bände erstmals – mit einem aktuellen Vorwort des Autors – unter dem Titel Berliner Trilogie. Drei Poeme in einem Band veröffentlicht.

## Erstveröffentlichung
Die Erstveröffentlichung erschien in deutscher Sprache im linksorientierten Berliner Rotbuch Verlag. Das Poem umfasst 68 Seiten und wurde von H. Achmed Schmiede und Johannes Schenk in Zusammenarbeit mit dem Autor, der seine Werke bis heute vornehmlich in türkischer Sprache verfasst, ins Deutsche übertragen.

## Wirkung
Aus der Sicht mancher Literaturwissenschaftler ist es das erste Werk eines Türken in Deutschland, das die Aufmerksamkeit des deutschen Literaturbetriebs auf sich ziehen konnte. Für Ören selbst bedeutete es den literarischen Durchbruch in der Bundesrepublik. Man sah in ihm einen ganz neuen sowohl von Nâzım Hikmet als auch Bertolt Brecht beeinflussten Literaturton zwischen Orient und Okzident: formal an die reimlosen Poeme Nazim Hikmets anknüpfend, inhaltlich der Exilliteratur Brechts nahestehend.
Das Poem, an dem auch seine anspruchsvolle Ästhetik gelobt wird, setzt sich, wie auch seine Nachfolger, aus verschiedenen Blickwinkeln mit der Arbeitsmigration von der Türkei nach Deutschland auseinander.
„Die unterschiedlichen Emigrationsmotive, Wünsche, Ängste und Integrationsprobleme der türkischen Einwanderer werden facettenreich protokolliert und ihre Biographien (…) mit denen ihrer deutschen Nachbarn zu einem kleinen Kosmus zusammengeschlossen“ (Neues Handbuch der deutschsprachigen Gegenwartsliteratur seit 1945, Herbig 1990, aktualisierte Ausgabe dtv Februar 1993)
Das Buch wurde für das Fernsehen verfilmt. Zudem wurde ein dokumentarischer SFB-Film über Türken in Kreuzberg 1976 nach dem Buch benannt. Später schuf der Komponist Tayfun Erdem ein gleichnamiges „multimediales Bild-Klang-Epos“ (1987).

## Verfilmung
- Frau Kutzef, Sender Freies Berlin 1976

„Frau Kutzer und andere Bewohner der Naunynstraße“, SFB Sender Freies Berlin, 1. Oktober 1973,
Regie: Friedrich Zimmermann, Mit: Dorthea Thiess, Tuncel Kurtiz, Krikor Melikyan, Güner Yüreklik u. a.,
Quelle: Der Tagesspiegel vom 30. September 1973 (lt. Pressemitteilung des SFB)